# سپاه فجر فارس

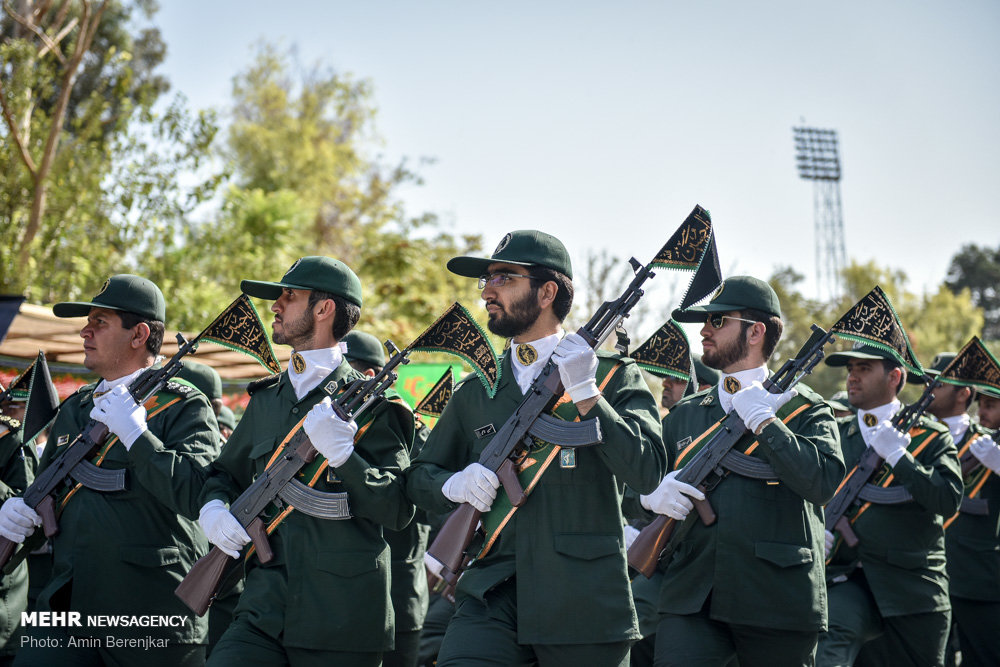
رژه نیروهای سپاه فجر فارس به‌مناسبت سالگرد جنگ ایران و عراق در سال ۱۳۹۷، شیراز

سپاه فجر فارس یگان نظامی-امنیتی و از سپاه‌های استانی زیرمجموعه سپاه پاسداران انقلاب اسلامی است، که ستاد فرماندهی آن در شهر شیراز مستقر می‌باشد و وظیفه فرماندهی و کنترل کلیه یگان‌های سپاه و بسیج مستقر در استان فارس را برعهده دارد.
پیشینه شکل‌گیری این سپاه، به بهمن‌ماه ۱۳۶۰ و تشکیل لشکر ۱۹ فجر در خلال جنگ ایران و عراق بازمی‌گردد، که نیروهای آن از استان فارس تأمین می‌شد. سپاه فجر فارس در سال ۱۳۸۷ در پی اجرای طرح تغییرات ساختاری در سپاه پاسداران و تشکیل سپاه‌های استانی تأسیس شد.
مهم‌ترین یگان‌های زیرمجموعه این سپاه، لشکر ۱۹ فجر شیراز، تیپ ۳۳ نیروی مخصوص المهدی جهرم، گروه ۴۶ مهندسی امام‌هادی کوار، گروه ۵۶ توپخانه یونس سروستان، تیپ تکاور امام‌سجاد کازرون و تیپ تکاور انصارالحجه فسا از نیروی زمینی سپاه، همچنین ۳۷ سپاه ناحیه‌ای (نواحی بسیج شهرستان‌های استان فارس) همچون سپاه شیراز، سپاه کازرون، سپاه جهرم و سپاه فسا می‌باشند. در حال حاضر سرتیپ‌ پاسدار یدالله بوعلی فرماندهی سپاه فجر استان فارس را برعهده دارد.